# Petra Farkas
Petra Farkas (30 de abril de 1999) es una deportista de Hungría que compite en atletismo. Ganó una medalla de oro en el Campeonato Europeo de Atletismo Sub-23 de 2021, en la prueba de salto de longitud.